# Juan Santisteban
Juan Santisteban Troyano, noto come Juan Santisteban (Coria del Río, 8 dicembre 1936), è un ex calciatore e allenatore di calcio spagnolo, di ruolo centrocampista.

## Carriera

### Giocatore

#### Club
Nativo di Coria del Río, vicino a Siviglia, figlio di un ufficiale della Guardia Civil, rimase orfano all'età di sei anni e si trasferì a Madrid, nel collegio dei figli degli appartenenti all'arma, tornando a Siviglia solo durante l'estate. In una di queste vacanze fu selezionato per entrare a far parte delle giovanili del Betis, ma la coincidenza tra le partite e gli impegni scolastici non gli permisero di entrare a pieno titolo in squadra. Nel 1952 la squadra giovanile del Real Madrid giocò una gara amichevole contro gli studenti dell'istituto: Santisteban attirò l'attenzione dell'allenatore delle merengues e lasciò la scuola all'età di 16 anni per entrare a far parte delle giovanili madrilene.
Dopo un anno nelle giovanili del Real Madrid e due nella seconda squadra del club, debuttò in prima squadra nel 1955 giocando a Pamplona sostituendo Miguel Muñoz. Fece parte per sei stagioni di quello che è ricordato come il Grande Real degli anni cinquanta, dove vinse tre campionati nazionali, una Coppa Latina e cinque Coppe dei Campioni consecutive, scendendo in campo nella finale del 1957-1958 e in quella del 1958-1959: dovette invece saltare la finale del 1959-1960 a causa di un infortunio muscolare che lo bloccò per buona parte del 1960 e del 1961. Proprio per recuperare da questo infortunio, venne ceduto al Venezia, dove rimase fino al 1963 giocando per due stagioni in Serie A e siglando due reti in 39 presenze. Tornato al Real Madrid (che lo rivolle in rosa rifiutando un interessamento della Roma), giocò solo tre gare nella stagione 1963-1964 che vide le merengues vincitrici del campionato, prima di passare al Betis Siviglia: anche qui non trovò spazio, marcando solo cinque presenze in due stagioni.
Nell'estate del 1966 fu invitato da Ferenc Puskás a giocare una gara contro una selezione statunitense allo Stadio della Ciudad Universitaria: fu lì che gli americani del Baltimore Bays gli offrirono un contratto da professionista. Negli USA militò per due stagioni, giocando 39 gare e mettendo a segno due reti prima di ritirarsi dal calcio giocato all'età di 36 anni.

#### Nazionale
Il 6 novembre 1957 arrivò la prima convocazione in Nazionale di Santisteban, in occasione della vittoria per 3-0 sulla Turchia a Madrid: giocò anche la partita successiva contro la Svizzera. Dopo quattro gare nel 1958, giocò l'ultima gara il 28 febbraio 1959 contro l'Italia: in totale con la maglia della Nazionale partecipò a sette partite senza segnare alcuna rete.

### Allenatore
Nel 1988 divenne allenatore del Castilla, seconda squadra del club, incarico che mantenne fino al 1996; nello stesso anno divenne anche il responsabile delle giovanili spagnole a partire dall'Under-16 fino all'Under-19. Rimase alla guida del settore giovanile fino al 2008, vincendo undici titoli su 17 finali conquistate in vent'anni: quattro Europei Under-16, due Europei Under-17, un Europeo Under-19, quattro Meridian Cup ed un'edizione dei Giochi del Mediterraneo.

## Statistiche

### Cronologia presenze e reti in nazionale[5]
| Cronologia completa delle presenze e delle reti in nazionale ― Spagna | Cronologia completa delle presenze e delle reti in nazionale ― Spagna | Cronologia completa delle presenze e delle reti in nazionale ― Spagna | Cronologia completa delle presenze e delle reti in nazionale ― Spagna | Cronologia completa delle presenze e delle reti in nazionale ― Spagna | Cronologia completa delle presenze e delle reti in nazionale ― Spagna | Cronologia completa delle presenze e delle reti in nazionale ― Spagna | Cronologia completa delle presenze e delle reti in nazionale ― Spagna |
| Data                                                                  | Città                                                                 | In casa                                                               | Risultato                                                             | Ospiti                                                                | Competizione                                                          | Reti                                                                  | Note                                                                  |
| --------------------------------------------------------------------- | --------------------------------------------------------------------- | --------------------------------------------------------------------- | --------------------------------------------------------------------- | --------------------------------------------------------------------- | --------------------------------------------------------------------- | --------------------------------------------------------------------- | --------------------------------------------------------------------- |
| 6-11-1957                                                             | Madrid                                                                | Spagna                                                                | 3 – 0                                                                 | Turchia                                                               | Amichevole                                                            | -                                                                     |                                                                       |
| 24-11-1957                                                            | Losanna                                                               | Svizzera                                                              | 1 – 4                                                                 | Spagna                                                                | Qual. Mondiali 1958                                                   | -                                                                     |                                                                       |
| 13-3-1958                                                             | Parigi                                                                | Francia                                                               | 2 – 2                                                                 | Spagna                                                                | Amichevole                                                            | -                                                                     |                                                                       |
| 19-3-1958                                                             | Francoforte                                                           | Germania Ovest                                                        | 2 – 0                                                                 | Spagna                                                                | Amichevole                                                            | -                                                                     |                                                                       |
| 13-4-1958                                                             | Madrid                                                                | Spagna                                                                | 1 – 0                                                                 | Portogallo                                                            | Amichevole                                                            | -                                                                     |                                                                       |
| 15-10-1958                                                            | Madrid                                                                | Spagna                                                                | 6 – 2                                                                 | Irlanda del Nord                                                      | Amichevole                                                            | -                                                                     |                                                                       |
| 28-2-1959                                                             | Roma                                                                  | Italia                                                                | 1 – 1                                                                 | Spagna                                                                | Amichevole                                                            | -                                                                     |                                                                       |
| Totale                                                                |                                                                       | Presenze                                                              | 7                                                                     |                                                                       | Reti                                                                  | 0                                                                     |                                                                       |

## Palmarès

### Giocatore

#### Competizioni nazionali
- Campionato spagnolo: 4

Real Madrid: 1956-1957, 1957-1958, 1960-1961, 1963-1964

#### Competizioni internazionali
- Coppa dei Campioni: 5

Real Madrid: 1955-1956, 1956-1957, 1957-1958, 1958-1959, 1959-1960
- Coppa Latina: 1

Real Madrid: 1957
- Coppa Intercontinentale: 1

Real Madrid: 1960

### Allenatore
- Campionato d'Europa Under-16: 4

Spagna Under-16: 1991, 1997, 1999, 2001
- Campionato d'Europa Under-17: 2

Spagna Under-17: 2007, 2008
- Meridian Cup: 4

Spagna Under-17: 1999, 2001, 2003
Spagna Under-18: 2007
- Giochi del Mediterraneo: 1

 2005

### Individuale
- UEFA President's Award (2001)